# Frank Jordan
Frank Jordan (San Francisco, 20 febbraio 1935) è un politico statunitense, 40° sindaco di San Francisco.